# Fritz Honka
Friedrich Paul 'Fritz' Honka, nemški serijski morilec; * 31. julij 1935, Leipzig, † 19. oktober 1998, Hamburg.
Med letoma 1970 in 1975 je ubil vsaj štiri ženske iz hamburškega okrožja rdečih luči, trupla pa je hranil v svojem stanovanju.

## Mladost
Honka se je rodil 31. julija 1935 v Leipzigu kot tretji od desetih otrok. Njegov oče Fritz Honka starejši je bil mizar, mati Else Honka pa je delala kot čistilka. Trije njegovi sorojenci so umrli med porodom.
Med poznejšim sojenjem je Honka svojo mladost opisal takole: "Moj oče je bil v koncentracijskem taborišču. Tudi jaz sem bil v koncentracijskem taborišču za otroke. Rusi so me osvobodili. Tudi mojega očeta. Šola potem ni pomenila veliko." Njegova mati naj ne bi bila kos devetim otrokom. Honka je odraščal v otroških domovih v Leipzigu. Njegov oče je delal kot založnik v Leipzigu. V koncentracijsko taborišče naj bi ga poslali, ker je delal za komuniste. Oče je umrl leta 1946 zaradi alkoholizma in dolgotrajnih zdravstvenih težav, ki so bili posledica zapora.
V zgodnjih petdesetih letih je bil Honka zidarski vajenec, vendar se je moral zaradi alergije delo opustiti. Leta 1951 pobegnila v Zahodno Nemčijo in začela delati kot nekvalificiran kmetijski delavec v majhni vasici Brockhöfe na Lüneburg Heath. Imel je afero z žensko po imenu Margot, ki je rodila sina Heinricha. Honka je moral plačati 3000 nemških mark preživnine in kasneje zapustil kraj. Leta 1956 je prišel v Hamburg in bil zaposlen kot pristaniški delavec pri Howaldtswerke-Deutsche Werft. Huda prometna nesreča mu je leta 1956 poškodovala nos in ga izrazito iznakazila. Leta 1957 se je poročil z Inge in imel sina po imenu Fritz, vendar zakon ni uspel in leta 1960 sta se ločila. Sosedje se spominjajo nasilnih prizorov v stanovanju. Par se je sicer kasneje spravil, a se leta 1967 drugič ločil.
Leta 1967 se je Honka preselil v hamburško sosesko Ottensen. Leta 1972 je nekaj časa živel skupaj z Irmgard Albrecht. 15. avgusta 1972 je poskušal prisiliti Ruth Dufner k spolnemu občevanju z njim in Irmgard. Dufnerjeva je pomanjkljivo oblečena zbežal iz Honkinega stanovanja in ga prijavil policiji. Zdravila se je v bolnišnici. V času incidenta je imel Honka zelo visoko stopnjo alkohola v krvi. 4. aprila 1975 mu je sodišče naložilo globo v višini 4500 nemškim mark, vendar je bila obtožba posilstva zavrnjena. V naslednjih letih so mu težave z alkoholom preprečevale, da bi ohranjal odnose z ženskami, za seks pa se je zatekel k prostitutkam, ki jih je srečeval v gostilnah ali okoli ulice Reeperbahn.

## Umori
Decembra 1970 je Honka, takrat nočni čuvaj družbe Shell, storil svoj prvi dokazani umor. V svojem stanovanju je zadavil Gertraud Bräuer, 42-letno frizerko in občasno seksualno delavko. Honka je navedel, da z njim ni želela seksati. Honka je truplo razžagal na kose, ki jih je nato zavil in skril na različnih mestih v bližnji okolici. Dele telesa je našla in identificirala hamburška policija, vendar med preiskavo morilca niso našli.
Honka je ponovno moril čez štiri leta, ko je avgusta 1974 v svojem stanovanju zadavil 54-letno seksualno delavko Anno Beuschel. Trdil je, da ni bila dovolj strastna, ko sta imela spolne odnose.
Decembra 1974 je na enak način ubil 57-letno Friedo Roblick, januarja 1975 pa je umoril 52-letno seksualno delavko Ruth Schult.
V vseh treh primerih je Honka trupla razrezal na kose in jih skril v svojem stanovanju in na podstrešju večapartmajske hiše. Izginotja treh žensk policiji niso bila prijavljena. Pritožbe drugih ljudi, ki živijo v hiši, zaradi smradu gnilobe mesa niso bile upoštevane. Honka je uporabil veliko število parfumskih sredstev z vonjem bora, da bi prikril smrad.

## Motivi in osebnost
Fritz Honka je bil visok 1,68 metra in suhe postave. Imel je govorno napako in škilil. Dva zakona sta mu propadla zaradi velikega uživanja alkohola. Ko je bil zelo pijan, je svojo agresijo izkazoval nad ženskami, običajno nižjim od njega in pogosto brezzobim, da bi ublažil svoj strah pred pohabljanjem med oralnim seksom.

## Odkritje trupel
15. julija 1975 je v stanovanju, v katerem je živela Honka, zagorelo. Gasilci, ki so se spopadli z ognjem, so v plastični vrečki odkrili delno razkrojen ženski trup, zaradi katerega je policija preiskala stanovanje. Honka je bil medtem v službi in je bila aretiran, ko se je vrnil domov. 29. julija je priznal, da je ženske ubil on. Svoje priznanje je umaknil novembra 1976 in zatrdil, da se ne spomni ničesar.
Honka je v priporu dejal, da je ženske ubil, potem ko so se norčevale iz njegove naklonjenosti oralnemu seksu pred "naravnim" odnosom. Sodišče ga je razglasilo za krivega v enem primeru umora in treh primerih uboja. Obsojen je bil na 15 let zapora v psihiatrični bolnišnici. Njegova običajna zloraba alkohola je veljala za olajševalno okoliščino, saj je zmanjšala njegovo duševno sposobnost.

## Zadnja leta
Honka je bil iz zapora izpuščen leta 1993, zadnja leta pa je preživel v domu za ostarele pod imenom Peter Jensen. Umrl je 19. oktobra 1998 v bolnišnici v Langenhornu v Hamburgu .

## Zapuščina
Leta 1975 je nemški glasbenik Karl-Heinz Blumenberg posnel črno humor eno Gern hab ich die Frau'n gesägt ("Sem rad videl ženske"). Pesem je hitro postala podzemni hit v hamburških klubih, vendar jo Blumenbergova založba RCA Records zaradi kontroverzne teme ni hotela uradno izdati.
Roman nemškega pisatelja Heinza Strunka Der goldene Handschuh ("Zlata rokavica") je izšel leta 2016 in prejel literarno nagrado Wilhelma Raabeja ter bil nominiran za nagrado knjižnega sejma v Leipzigu. Pripoveduje o Fritzu Honki in nosi ime enega od lokalov St Pauli, v katerem je Honka srečal svoje žrtve.
Nemški režiser Fatih Akin je pridobil pravice, da je po Strunkovem romanu posnel istoimenski film, ki je izšel leta 2019. Fritza Honko je igral Jonas Dassler.
Julija 2020 je nemška skupina Ost + Front izdala pesem Honka Honka, katere besedilo se sklicuje tudi na Strunkov roman in imena žrtvev.